# Лазаревский, Михаил Анатольевич
Михаил Анатольевич Лазаревский (13 ноября 1896, Смоленск — 13 сентября 1971, Новочеркасск, Ростовская область) — советский учёный в области ампелографии, селекции и биологии винограда. Доктор сельскохозяйственных наук с 1962 года, профессор с 1966 года.

## Биография
Родился 13 ноября 1896 года в городе Смоленске. Выпускник Смоленской губернской императора Александра I Благословенного гимназии. В 1926 году окончил Московскую сельскохозяйственную академию имени К. А. Тимирязева. Производственную практику начал в Абрау-Дюрсо, в 1927—1934 годах на научной работе в Никитском ботаническом саду, в 1934—1937 годах в Закавказском научно-исследовательском институте виноградарства и виноделия в Тбилиси. С 1937 года заведующий отделом селекции и сортоизучения Всероссийского научно-исследовательского института виноградарства и виноделия имени Я. И. Потапенко в Новочеркасске. 1941 года защитил кандидатскую диссертацию, а в 1962-м — докторскую.
Умер в Новочеркасске 13 сентября 1971 года.

## Память
В его честь назван столовый сорт селекции винограда.

## Научная деятельность
Разработал методы первичного изучения и государственного испытания сортов винограда, сортового районирования. Соавтор 8 новых районированных сортов винограда столового направления. Автор 8 столовых сортов винограда. Автор 127 научных работ. Среди них:
- Методика ампелографических описаний (1936)
- Методы ботанического описания и агробиологического изучения сортов винограда.- В кн.: Ампелография СССР. М., 1946, т. 1;
- Сорта винограда.- м., 1959;
- Роль тепла в жизни европейской виноградной лозы. Ростов н / д., 1961;
- Изучение сортов винограда. Ростов Н/Д., 1963;
- Сорта винограда на Северном Кавказе.- Ростов н / д., 1965 (в соавторстве).